# Euidella speciosa
Euidella speciosa är en insektsart som först beskrevs av Karl Henrik Boheman 1845.  Euidella speciosa ingår i släktet Euidella och familjen sporrstritar. Inga underarter finns listade i Catalogue of Life.